# Tatort: Berlin – beste Lage
Berlin – beste Lage ist eine Folge der ARD-Krimireihe Tatort. Die vom Sender Freies Berlin (SFB) produzierte Episode wurde erstmals am 10. Januar 1993 in der ARD ausgestrahlt. Es handelt sich um den vierten Tatort mit Kriminalhauptkommissar Franz Markowitz, der diesmal den Tod eines alteingesessenen Handwerksmeisters aus Berlin-Mitte klären muss, der in Polen tot aufgefunden wird.

## Handlung
Auf einem LKW in Polen, der Hinterlassenschaften aus Berliner Abrisshäusern dorthin transportiert, wird eine Leiche gefunden. Seine Kollegen spekulieren aufgrund einer Ähnlichkeit der Leiche, dass es sich um Markowitz handelt, jedoch ist dieser lebendig und nimmt umgehend die Ermittlungen auf. Die polnischen LKW-Fahrer geben an, den Toten nicht gekannt zu haben, beim Beladen der LKW sei aber stets der deutsche Grundstückseigentümer zugegen gewesen, den Namen wissen sie allerdings nicht. Markowitz und Pohl überführen die Leiche zurück nach Berlin. Markowitz begibt sich in die Oranienburger Straße, dort meint ein Nachbar, der Uhrenmacher Edel, dass er eine große Ähnlichkeit mit Hellmuth Seelitz, dem Tischler aus dem Häuserblock, habe. Seelitz sei kürzlich die Miete um das Fünffache erhöht worden, er habe dagegen angehen wollen. Der Häuserblock gehört einem Jürgen Printz, der Block wird nach und nach geräumt, Printz ist stets dabei und stand vor zwei Tagen mit zwei Polen beim Ausräumen. Weiterhin erfährt Markowitz, dass Seelitz seine Werkstatt mit Krediten modernisiert hatte, Seelitz’ Witwe trifft Markowitz nicht an. Er sieht sich in der Nachbarschaft um und kehrt in der Gaststätte von „Kutte“ ein. Kurz darauf taucht Helga Seelitz bei „Kutte“ auf und berichtet, dass ihr Mann verschwunden sei. Er habe nach Münster gewollt, sei dort aber nie angekommen. Markowitz überbringt ihr die traurige Nachricht, in der Gerichtsmedizin identifiziert sie ihren Mann.
Seelitz starb an einem Genickbruch zwei Tage zuvor. Er ist wahrscheinlich eine Treppe hinuntergestürzt, ohne dass er ohne Alkohol- oder Medikamenteneinfluss gestanden hatte. Helga Seelitz sagt aus, dass sie und ihr Mann sich oft gestritten hätten in letzter Zeit, er hatte sich finanziell übernommen bei der Modernisierung seiner Werkstatt. In Münster habe er seinen Schwager um einen Kredit bitten wollen, er war seine letzte Hoffnung. Er hatte eine Reisetasche und seine Papiere bei sich gehabt, diese sind nicht bei der Leiche gefunden worden. Printz trifft sich mit dem Kaufinteressenten Dr. Lotz, der das Grundstück um jeden Preis erwerben will. Printz weist Lotz darauf hin, dass die Firma von C.D. Gerskes ein Vorkaufsrecht habe, Lotz ist aber bereit, sein Angebot zu erhöhen. Kurz darauf erfährt Printz von Seelitz’ Tod und scheint betroffen. Markowitz befragt kurz darauf Printz, dieser gibt an, Seelitz in den letzten drei Tagen nicht gesehen zu haben. Dass er beim Aufladen des polnischen LKWs dabei war, räumt er ein. Seelitz sei sein bester Freund gewesen, wie dessen Leiche auf den LKW gekommen sei, könne er sich nicht erklären. Er habe Seelitz zu einer sehr günstigen Pacht die Werkstatt überlassen, diese aber vor kurzem verfünffacht, weil er mit Gerskens zusammen das Grundstück neu bebauen wolle und dafür die Mieter heraushaben müsste. Markowitz stellt fest, dass Printz mit Frau Seelitz vertraut ist, sie gibt zu, vor der Ehe mit Seelitz mit Printz befreundet gewesen zu sein, dies liege allerdings Jahrzehnte zurück.
Markowitz sucht Gerskes auf, um etwas über das Geschäft zwischen ihm und Printz herauszufinden, doch Gerskes komplementiert ihn hinaus. Anschließend weist er seinen Anwalt Dr. Rose an, sich um Printz zu „kümmern“. Markowitz erfährt durch die Spurensicherung, dass Seelitz in seinem Treppenhaus die Treppe hinuntergestoßen wurde, anschließend wurde er zum LKW geschleift. Auch Frauenhaare wurden am Tatort gefunden. Als Markowitz Printz vernimmt, erscheint Dr. Rose als sein Anwalt und holt ihn ab. Am nächsten Morgen eröffnet Printz Gerskes, dass er verkaufen möchte, doch Gerskes’ Angebot von sieben Millionen D-Mark ist ihm nicht hoch genug, da er ein besseres Angebot bekommen hat. Gerskes ist empört und pocht auf Einhaltung des Vertrages. Printz macht Helga Seelitz Avancen und bietet ihr an, sie mitzunehmen, wenn er aus Berlin wegziehe. Als Markowitz erneut Frau Seelitz aufsucht, wird diese gerade von Printz abgeholt, der sie ausführt. Markowitz dringt heimlich in Printz’ Wohnung ein, dabei wird er von einem Unbekannten überrascht, der weiß, dass Markowitz von der Polizei ist, aber nicht sagen will, wer er ist. Als Markowitz bei ihm eine Waffe findet, nimmt er ihn fest. In der Wohnung fand Markowitz alte Fotos, der Uhrmacher Edel erklärt Markowitz die Fotos. Der Häuserblock hatte der jüdischen Familie Goldstein gehört, diese mussten 1938 nach der Reichspogromnacht fliehen und den Häuserblock an Printz’ Vater, der Ortsgruppenleiter der NSDAP war, abtreten. Printz hatte dafür nichts gezahlt, sondern lediglich die Papiere für die Ausreise in die USA besorgt. Er hatte den Goldsteins gedroht, für ihre Deportation ins Konzentrationslager zu sorgen, wenn er den Häuserblock nicht bekäme.
Aus der Spree wird derweil die Leiche von Printz geborgen. Markowitz eilt anschließend zu Frau Seelitz, er findet sie in der Wohnung von Printz, sie ist psychisch stark angeschlagen und hat in Printz’ Wohnung die Reisetasche ihres Mannes gefunden, sie ist nicht in der Verfassung, Markowitz Angaben zu machen. Der Wirt „Kutte“ sagt aus, dass Printz ziemlich betrunken war und er gestützt auf Helga Seelitz das Lokal verließ. Am nächsten Morgen sucht Markowitz das Grundbuchamt auf, seine Ahnung bestätigt sich, die dortige Beamtin Frau Wiedemann erkennt ihn als Herrn Seelitz wieder, dieser hatte dort Erkundigungen eingeholt und wollte die Nachkommen der Goldsteins in den USA anschreiben, damit diese ihren Anspruch auf den Häuserblock geltend machen. Der Unbekannte in der Wohnung wurde von Dr. Lotz geschickt und verlässt mit seinem Anwalt das Präsidium. Die beiden polnischen LKW-Fahrer räumen unterdessen ein, dass sie doch nicht die gesamte Zeit beim LKW waren, Printz hatte sie ca. zum Todeszeitpunkt von Seelitz auf seine Kosten zum Essen geschickt. Anschließend war Seelitz auf Printz zugekommen, Seelitz war aufgebracht und die einstmals besten Freunde gerieten in Streit. Der Tod von Seelitz scheint Notwehr gewesen zu sein. Printz hatte dennoch die Leiche von Seelitz auf den LKW geladen. Printz hat sich vermutlich selbst umgebracht, Helga Seelitz wurde unterdessen in die Psychiatrie verbracht.
Markowitz besucht sie dort und befragt sie dort über die Goldsteins, die ihr Mann kontaktiert hatte. Markowitz hatte einen Brief der Nachkommen der Goldsteins auf Herrn Seelitz’ Schreibtisch gefunden, dieser war später nicht mehr dort. Helga Seelitz, die Markowitz in ihrer Verwirrung für ihren Mann hält, übergibt ihm den Brief. Markowitz kontaktiert den Goldstein-Erben, der nach Berlin kommt und sein Eigentum an Dr. Lotz verkauft.

## Rezeption

### Einschaltquoten
Berlin – beste Lage erreichte bei seiner Erstausstrahlung am 10. Januar 1993 insgesamt 10,61 Mio. Zuschauer, was einem Marktanteil von 28,7 % entsprach.

### Kritiken
TV Spielfilm urteilte positiv und meinte: „Verarbeitet Miethaie zu Fischstäbchen!“.